# Marœuil
Marœuil (en picard : Mareu) est une commune française située dans le département du Pas-de-Calais en région Hauts-de-France. Ses habitants sont appelés les Marœuillois. La commune fait partie de la communauté urbaine d'Arras.

## Géographie

### Localisation
Localisée dans le sud-est du département du Pas-de-Calais, en Artois, Marœuil est une commune traversée par la Scarpe et située, à vol d'oiseau, à 6 km au nord-ouest de la commune d’Arras (chef-lieu d'arrondissement et préfecture du Pas-de-Calais).
Le territoire de la commune est limitrophe de ceux de six communes.
Les communes limitrophes sont Mont-Saint-Éloi, Anzin-Saint-Aubin, Duisans, Étrun, Neuville-Saint-Vaast et Haute-Avesnes.

### Géologie et relief
La superficie de la commune est de 11,82 km2 ; son altitude varie de 58  à   117 m.

### Hydrographie

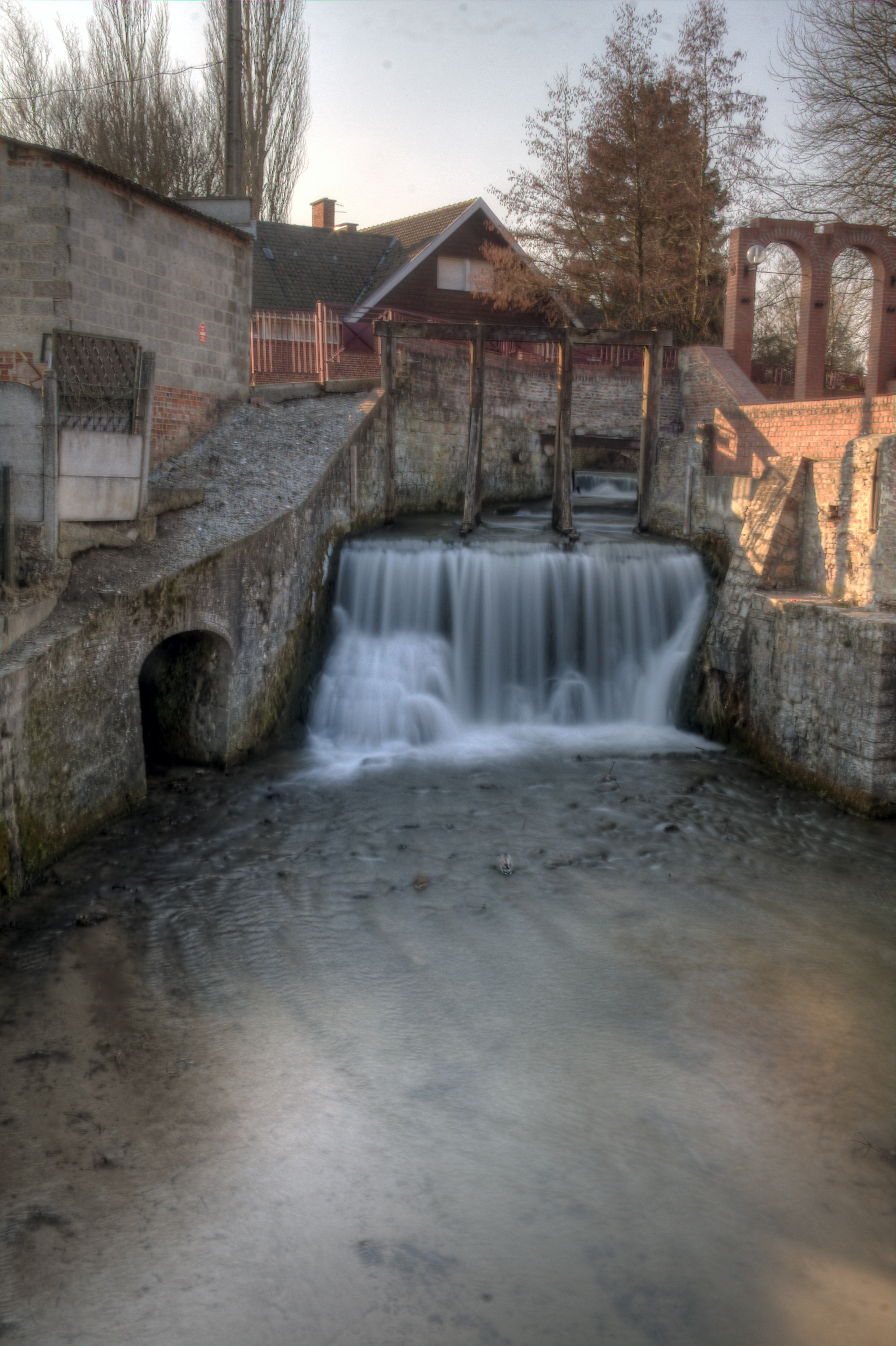
La Scarpe.

Le territoire de la commune est situé dans le bassin Artois-Picardie.
La commune est traversée par la rivière Scarpe, cours d'eau naturel non navigable de 26,8 km qui prend sa source dans la commune de Tincques et se jette dans la Scarpe canalisée au niveau de la commune de Saint-Nicolas.

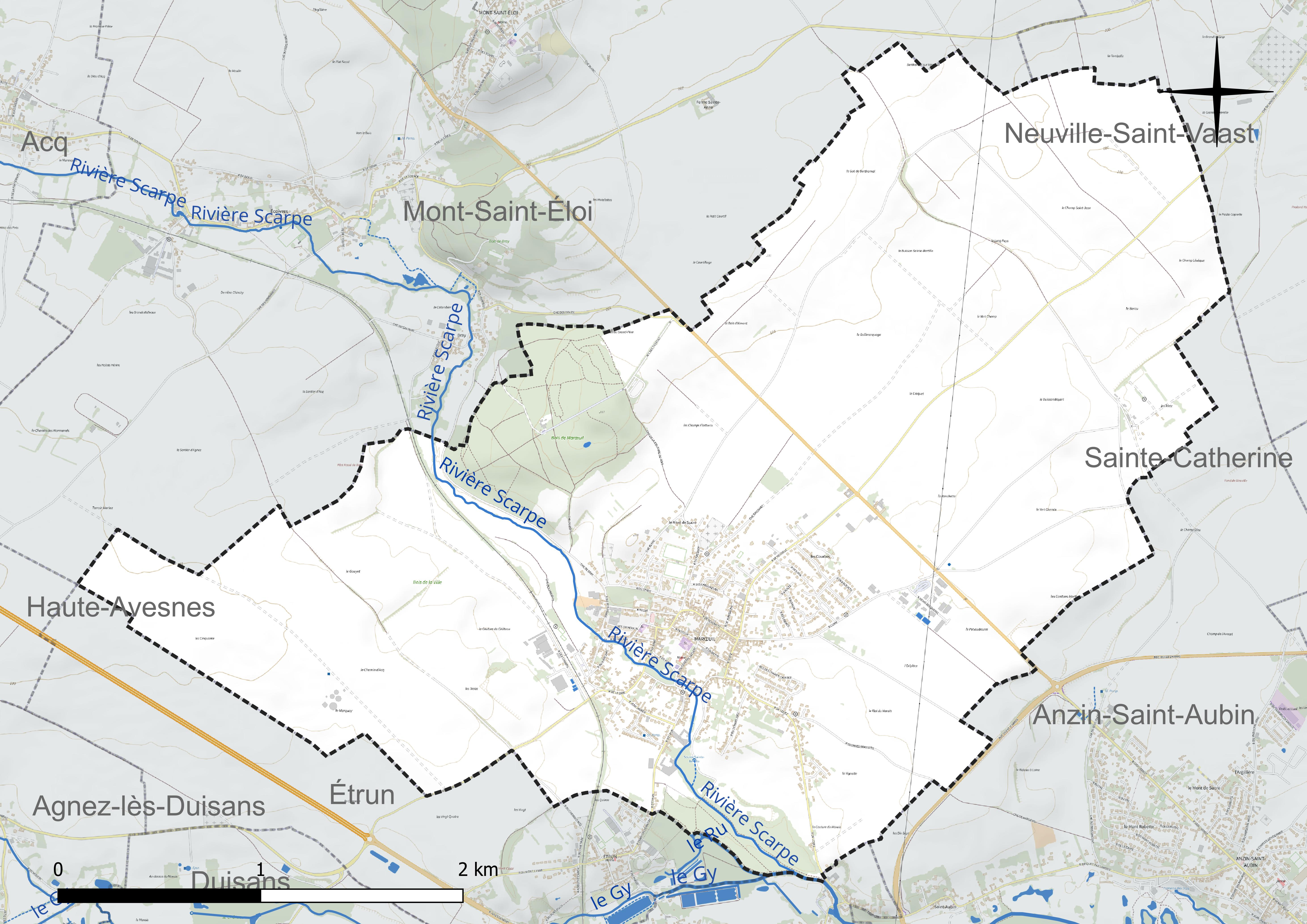
Réseau hydrographique de Marœuil.

### Climat
Pour des articles plus généraux, voir Climat des Hauts-de-France et Climat du Pas-de-Calais.
En 2010, le climat de la commune est de type climat océanique dégradé des plaines du Centre et du Nord, selon une étude du CNRS s'appuyant sur une série de données couvrant la période 1971-2000. En 2020, Météo-France publie une typologie des climats de la France métropolitaine dans laquelle la commune est exposée à un climat océanique et est dans la région climatique Nord-est du bassin Parisien, caractérisée par un ensoleillement médiocre, une pluviométrie moyenne régulièrement répartie au cours de l’année et un hiver froid (3 °C).
Pour la période 1971-2000, la température annuelle moyenne est de 10,2 °C, avec une amplitude thermique annuelle de 14,4 °C. Le cumul annuel moyen de précipitations est de 753 mm, avec 12,2 jours de précipitations en janvier et 8,8 jours en juillet. Pour la période 1991-2020, la température moyenne annuelle observée sur la station météorologique la plus proche, située sur la commune de Wancourt à 14 km à vol d'oiseau, est de 10,8 °C et le cumul annuel moyen de précipitations est de 711,4 mm,. Pour l'avenir, les paramètres climatiques de la commune estimés pour 2050 selon différents scénarios d'émission de gaz à effet de serre sont consultables sur un site dédié publié par Météo-France en novembre 2022.

### Milieux naturels et biodiversité

#### Espace protégé et géré
La protection réglementaire est le mode d’intervention le plus fort pour préserver des espaces naturels remarquables et leur biodiversité associée.
Dans ce cadre, le territoire de la commune fait partie d'un espace protégé : le marais de Marœuil d’une superficie de 20,411 ha. Terrain géré (location, convention de gestion) par le Conservatoire d'espaces naturels des Hauts-de-France.

#### Zone naturelle d'intérêt écologique, faunistique et floristique
L’inventaire des zones naturelles d'intérêt écologique, faunistique et floristique (ZNIEFF) a pour objectif de réaliser une couverture des zones les plus intéressantes sur le plan écologique, essentiellement dans la perspective d’améliorer la connaissance du patrimoine naturel national et de fournir aux différents décideurs un outil d’aide à la prise en compte de l’environnement dans l’aménagement du territoire.
Le territoire communal comprend une ZNIEFF de type 1 : la  haute vallée de la Scarpe entre Frévin-Cappelle et Anzin-St-Aubin, le bois de Maroeuil et la vallée du Gy en aval de Gouves. Cette ZNIEFF, d’une superficie de 702 ha et d'une altitude variant de 60  à   115 m, s'inscrit dans une région agricole, dans une plaine dénudée avec deux vallées verdoyantes, celles de la Scarpe et du Gy.

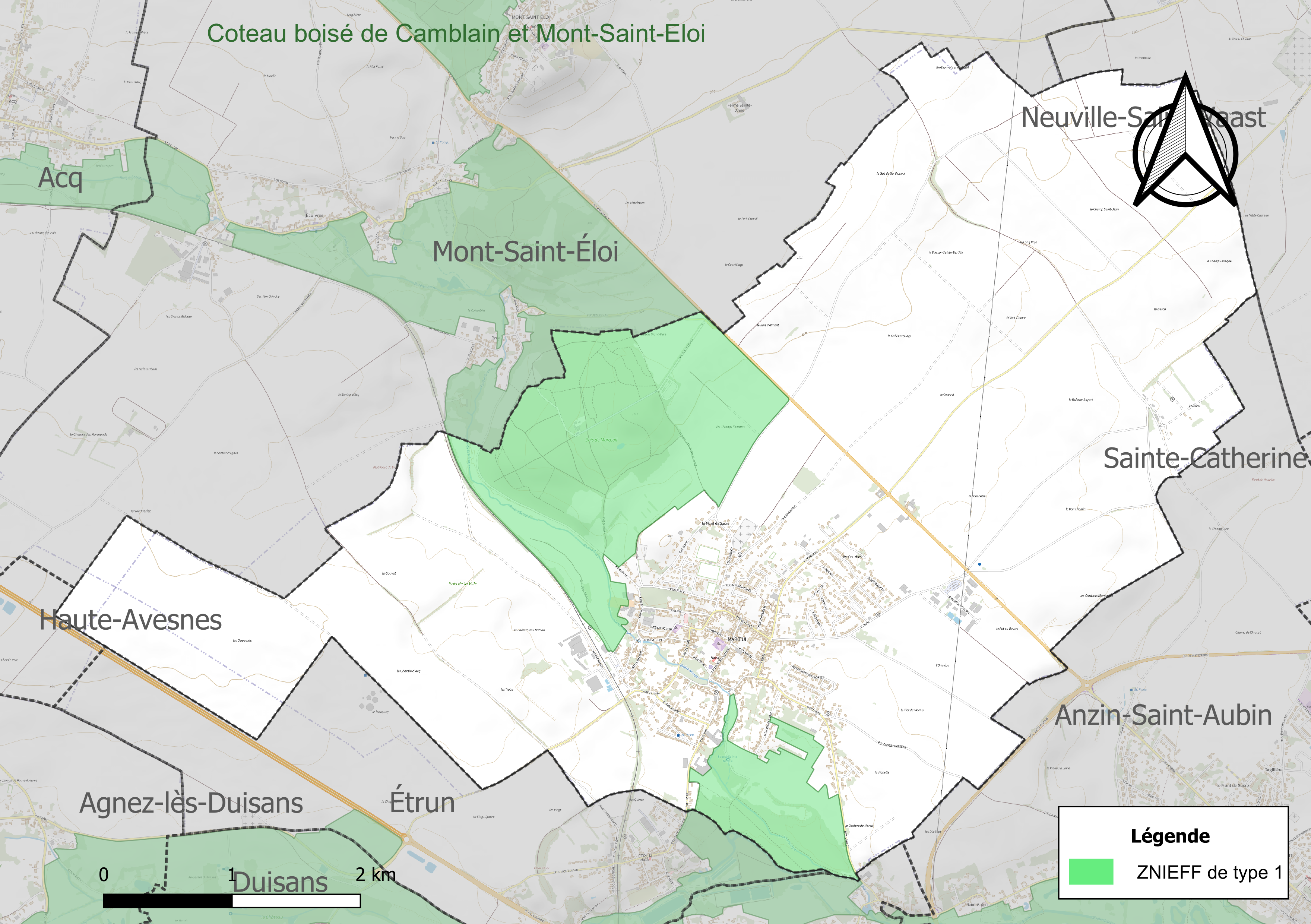
Carte de la ZNIEFF sur la commune.

#### Espèces faunistiques et floristiques
L’Inventaire national du patrimoine naturel (INPN) recense plusieurs espèces faunistiques et floristiques sur le territoire de la commune dont certaines sont protégées et d’autres menacées et quasi-menacées.

## Urbanisme

### Typologie
Au 1er janvier 2024, Marœuil est catégorisée ceinture urbaine, selon la nouvelle grille communale de densité à sept niveaux définie par l'Insee en 2022.
Elle appartient à l'unité urbaine d'Arras, une agglomération intra-départementale regroupant 15  communes, dont elle est une commune de la banlieue,,. Par ailleurs la commune fait partie de l'aire d'attraction d'Arras, dont elle est une commune de la couronne,. Cette aire, qui regroupe 163 communes, est catégorisée dans les aires de 50 000 à moins de 200 000 habitants,.

### Occupation des sols
L'occupation des sols de la commune, telle qu'elle ressort de la base de données européenne d’occupation biophysique des sols Corine Land Cover (CLC), est marquée par l'importance des territoires agricoles (82,5 % en 2018), en diminution par rapport à 1990 (84,3 %). La répartition détaillée en 2018 est la suivante : 
terres arables (78,4 %), zones urbanisées (11,2 %), forêts (6,3 %), prairies (4,1 %). L'évolution de l’occupation des sols de la commune et de ses infrastructures peut être observée sur les différentes représentations cartographiques du territoire : la carte de Cassini (XVIIIe siècle), la carte d'état-major (1820-1866) et les cartes ou photos aériennes de l'IGN pour la période actuelle (1950 à aujourd'hui).

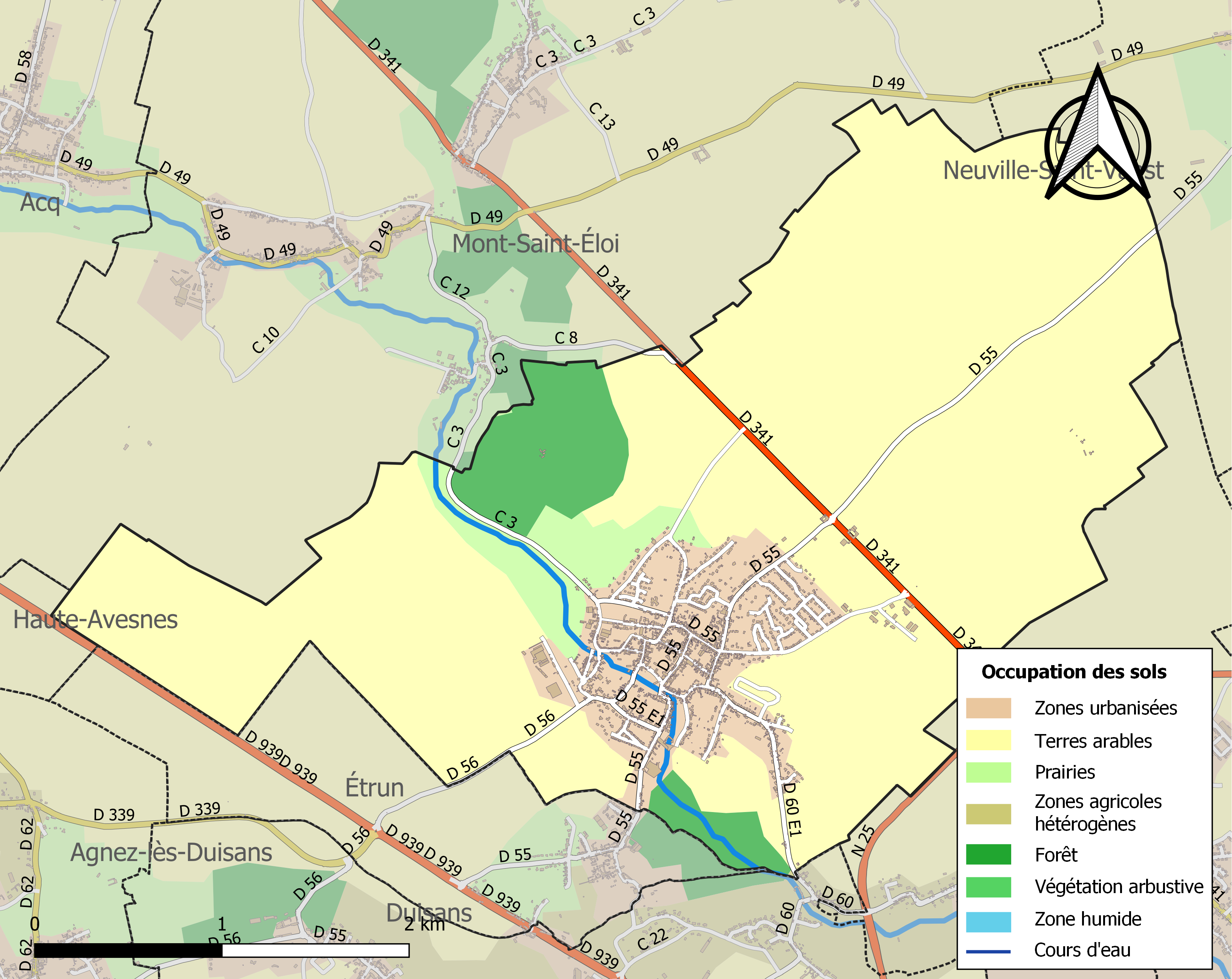
Carte des infrastructures et de l'occupation des sols de la commune en 2018 (CLC).

## Toponymie
Le nom de la localité est attesté sous les formes Maraculum (680) ; Mareolum (977) ; Maroel (1104) ; Mareolæ (1171) ; Maroil (1221) ; Marolium (1232) ; Mariolus (1248) ; Maruel (1254) ; Marueill (1258) ; Maroeil (1321) ; Maroeul (1367) ; Mareel, Mareeill (XIVe siècle) ; Marueul (1408) ; Mareul (1416) ; Maruiel (1421) ; Maroolum (1445) ; Marœuil (1670) ; Maroeul en 1793 ; Maroeul puis Marœuil depuis 1801.
De l'adjectif gaulois maro- « grand » et -o -ialo « espace découvert, clairière ».
Le village fait partie du pays d'Artois, petite région de culture et de langue picarde, et est appelée Mareu dans cette langue.
Mareul en picard et Marol en flamand.

## Histoire
L'histoire de la commune est étroitement liée avec l'histoire de Bertille, fille de Ricomer, seigneur des Atrébates (VIIe siècle).
Bertille a été une femme très pieuse et charitable. Elle a distribué ses biens et ses terres puis, elle s'est fixée à Marœuil où elle a construit une église en l'honneur de saint Amand. Morte en 697, ses reliques sont devenues l'objet d'un culte à la suite des nombreux miracles qui se sont produits sur sa tombe.
À plusieurs reprises, par exemple, en avril 1915, mai 1915, pendant la Première Guerre mondiale, des troupes ont cantonné dans la commune située à l'arrière du front de l'Artois. Le 28 avril 1915, six projectiles envoyés sur Marœuil tuent un civil, deux soldats et font plusieurs blessés.
La commune est décorée de la croix de guerre 1914-1918 par décret du 23 septembre 1920, distinction également attribuée à 276 autres communes du Pas-de-Calais.
Le 7 mai 2024, Marœuil devient la commune la plus proche d'Arras à signer la charte du Picard. La commune s'engage a afficher le nom de la commune traduit à l'entrée du bourg, et à au moins un discours annuel en picard du premier magistrat de la commune, l’enregistrement d’un message en langue picarde sur le répondeur téléphonique de la mairie, ainsi que l’annonce faite aux parents d’élèves en début d’année scolaire de la tenue de cours de picard à l’école.

## Politique et administration

### Découpage territorial
La commune se trouve dans l'arrondissement d'Arras du département du Pas-de-Calais.

#### Commune et intercommunalités
La commune fait partie de la communauté urbaine d'Arras qui regroupe 46 communes et compte 109 776 habitants en 2021.

#### Circonscriptions administratives
La commune est rattachée au canton d'Arras-1.

#### Circonscriptions électorales
Pour l'élection des députés, la commune fait partie de la deuxième circonscription du Pas-de-Calais.

### Élections municipales et communautaires
Le premier tour des élections municipales de 2020 se déroule le 15 mars. Le confinement lié à la pandémie de Covid-19 retarde de trois mois la tenue du second tour, qui a lieu le 28 juin. Celui-ci se solde par une quadrangulaire, comme trois autres communes du département du Pas-de-Calais : Wimereux, Dourges, et Meurchin.

#### Liste des maires
| Période        | Période                        | Identité                     | Étiquette | Qualité |
| -------------- | ------------------------------ | ---------------------------- | --------- | --- |
| mai 1945       | octobre 1947                   | Jean-Baptiste Puchois        |           | Cordonnier |
| octobre 1947   | mai 1953                       | Edmond Gradoz                |           | Artisan peintre |
| mai 1953       | mars 1965                      | Paul Finet                   |           | Cultivateur |
| mars 1965      | mars 1971                      | Augustin Wavelet             |           | Artisan plombier, ancien adjoint au maire |
| mars 1971      | mars 1983                      | Jean-Marie Truffier          | UDF-CDS   | Médecin généraliste Conseiller général du canton d'Arras-Nord (1979 → 1992) |
| mars 1983      | novembre 1987                  | Marcel Deplanque (1927-2013) |           | Administrateur de sociétés |
| novembre 1987  | mars 1989                      | Victor Damart                |           | Retraité |
| mars 1989      | mars 2001                      | Jean-Marie Truffier          | UDF-CDS   | Médecin généraliste Conseiller général du canton d'Arras-Nord (1979 → 1992) Président de la CC de l'Artois (1995 → 2001)                                                             |
| mars 2001      | mars 2008                      | Jean-Pierre Quargnul         | PS        | Chargé de mission Président de la CC de l'Artois (2001 → 2008) |
| mars 2008      | juillet 2020                   | Daniel Damart                | DVD       | Cadre d'entreprise industrielle Conseiller départemental du canton d'Arras-1 (2015 → 2021) 6e vice-président de la CU d'Arras Maire honoraire (2020) Réélu pour le mandat 2014-2020, |
| 5 juillet 2020 | En cours (au 19 décembre 2021) | Jean-Marie Truffier          | DVC       | Médecin retraité, Élection municipale annulée par le Conseil d'État Réélu lors de l'élection municipale partielle du 4 juillet 2021                                                  |

### Jumelages
La commune est jumelée avec la commune de Bösperde (de) qui est intégrée, depuis le 1er janvier 1975, à la commune allemande de Menden.
| Ville | Ville               | Pays | Pays      | Période     |
| ----- | ------------------- | ---- | --------- | ----------- |
|       | Menden (Sauerland), |      | Allemagne | depuis 1984 |

## Population et société

### Démographie
Les habitants sont appelés les Marœuillois.

#### Évolution démographique
L'évolution du nombre d'habitants est connue à travers les recensements de la population effectués dans la commune depuis 1793. Pour les communes de moins de 10 000 habitants, une enquête de recensement portant sur toute la population est réalisée tous les cinq ans, les populations de référence des années intermédiaires étant quant à elles estimées par interpolation ou extrapolation. Pour la commune, le premier recensement exhaustif entrant dans le cadre du nouveau dispositif a été réalisé en 2005.

En 2022, la commune comptait 2 430 habitants, en évolution de −1,9 % par rapport à 2016 (Pas-de-Calais : −0,72 %, France hors Mayotte : +2,11 %).
| 1793  | 1800 | 1806  | 1821  | 1831  | 1836  | 1841  | 1846  | 1851  |
| ----- | ---- | ----- | ----- | ----- | ----- | ----- | ----- | ----- |
| 1 081 | 917  | 1 091 | 1 104 | 1 228 | 1 260 | 1 427 | 1 374 | 1 401 |

| 1856  | 1861  | 1866  | 1872  | 1876  | 1881  | 1886  | 1891  | 1896  |
| ----- | ----- | ----- | ----- | ----- | ----- | ----- | ----- | ----- |
| 1 385 | 1 519 | 1 687 | 1 683 | 1 717 | 1 767 | 1 715 | 1 568 | 1 588 |

| 1901  | 1906  | 1911  | 1921  | 1926  | 1931  | 1936  | 1946  | 1954  |
| ----- | ----- | ----- | ----- | ----- | ----- | ----- | ----- | ----- |
| 1 564 | 1 448 | 1 424 | 1 411 | 1 538 | 1 533 | 1 537 | 1 549 | 1 580 |

| 1962  | 1968  | 1975  | 1982  | 1990  | 1999  | 2005  | 2006  | 2010  |
| ----- | ----- | ----- | ----- | ----- | ----- | ----- | ----- | ----- |
| 1 685 | 1 619 | 1 706 | 1 815 | 2 296 | 2 509 | 2 378 | 2 387 | 2 506 |

| 2015  | 2020  | 2022  | - | - | - | - | - | - |
| ----- | ----- | ----- | - | - | - | - | - | - |
| 2 497 | 2 454 | 2 430 | - | - | - | - | - | - |

#### Pyramide des âges
En 2018, le taux de personnes d'un âge inférieur à 30 ans s'élève à 29,9 %, soit en dessous de la moyenne départementale (36,7 %). À l'inverse, le taux de personnes d'âge supérieur à 60 ans est de 30,0 % la même année, alors qu'il est de 24,9 % au niveau départemental.
En 2018, la commune comptait 1 224 hommes pour 1 237 femmes, soit un taux de 50,26 % de femmes, légèrement inférieur au taux départemental (51,50 %).
Les pyramides des âges de la commune et du département s'établissent comme suit.
| Hommes | Classe d’âge | Femmes |
| ------ | ------------ | ------ |
| 1,0    | 90 ou +      | 0,9    |
| 6,3    | 75-89 ans    | 8,6    |
| 22,1   | 60-74 ans    | 21,1   |
| 23,3   | 45-59 ans    | 23,0   |
| 15,9   | 30-44 ans    | 18,1   |
| 14,5   | 15-29 ans    | 13,4   |
| 16,9   | 0-14 ans     | 15,0   |

| Hommes | Classe d’âge | Femmes |
| ------ | ------------ | ------ |
| 0,5    | 90 ou +      | 1,6    |
| 5,6    | 75-89 ans    | 8,9    |
| 16,7   | 60-74 ans    | 18,1   |
| 20,2   | 45-59 ans    | 19,2   |
| 18,9   | 30-44 ans    | 18,1   |
| 18,2   | 15-29 ans    | 16,2   |
| 19,9   | 0-14 ans     | 17,9   |

### Sports
Lors de la saison 2008-2009, l'équipe de football (AS Marœuil) des moins de 13 ans a participé à la finale de la Coupe d'Artois, qu'elle a perdu 3-0 face à Marles US.

## Culture locale et patrimoine

### Lieux et monuments

#### Monument historique
- La chapelle de pèlerinage Sainte-Bertille. Ce bâtiment fait l’objet d’une inscription au titre des monuments historiques depuis le 3 décembre 1987[49].

#### Autres lieux et monuments
- La gare.
- L'abbaye Saint-Amand-et-Sainte-Bertille[50].
- L'église Sainte-Bertille.
- Le souterrain de l'ancienne abbaye[51].
- Le monument aux morts[52].
- Le cimetière militaire britannique, accueillant les dépouilles de soldats du Commonwealth morts durant la Première Guerre mondiale.
- La nécropole nationale.

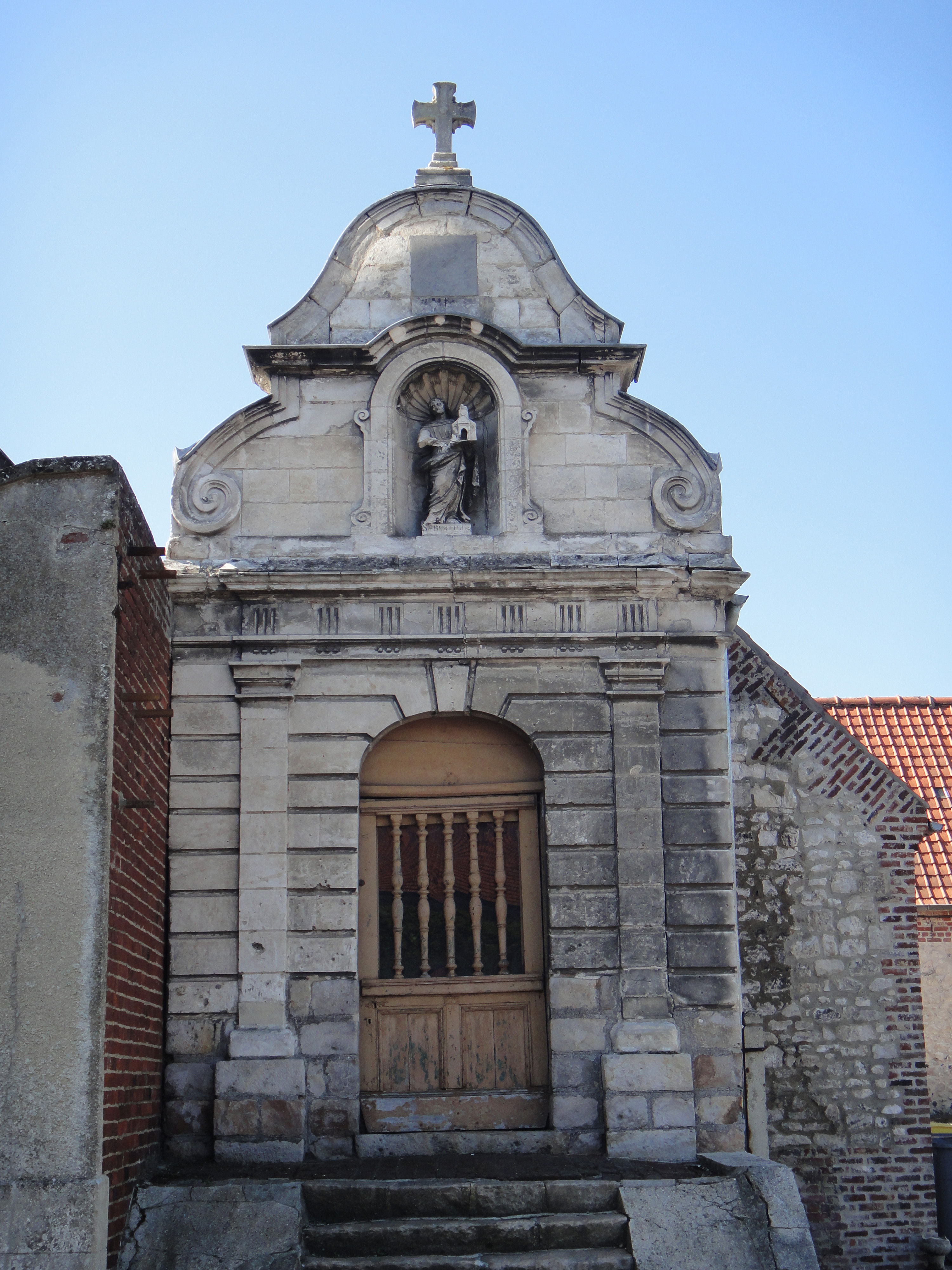
La chapelle de pèlerinage Sainte-Bertille.
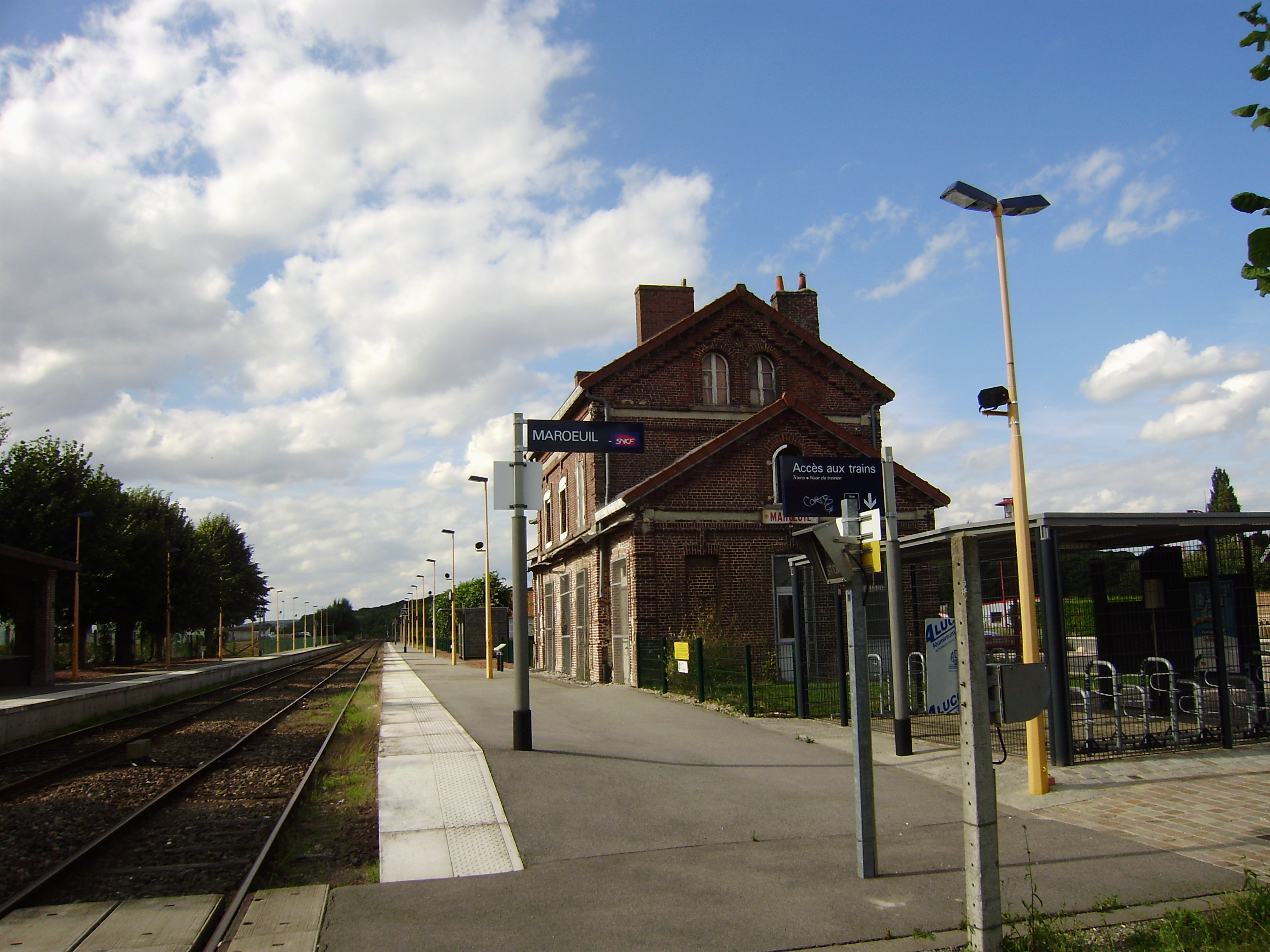
La gare.
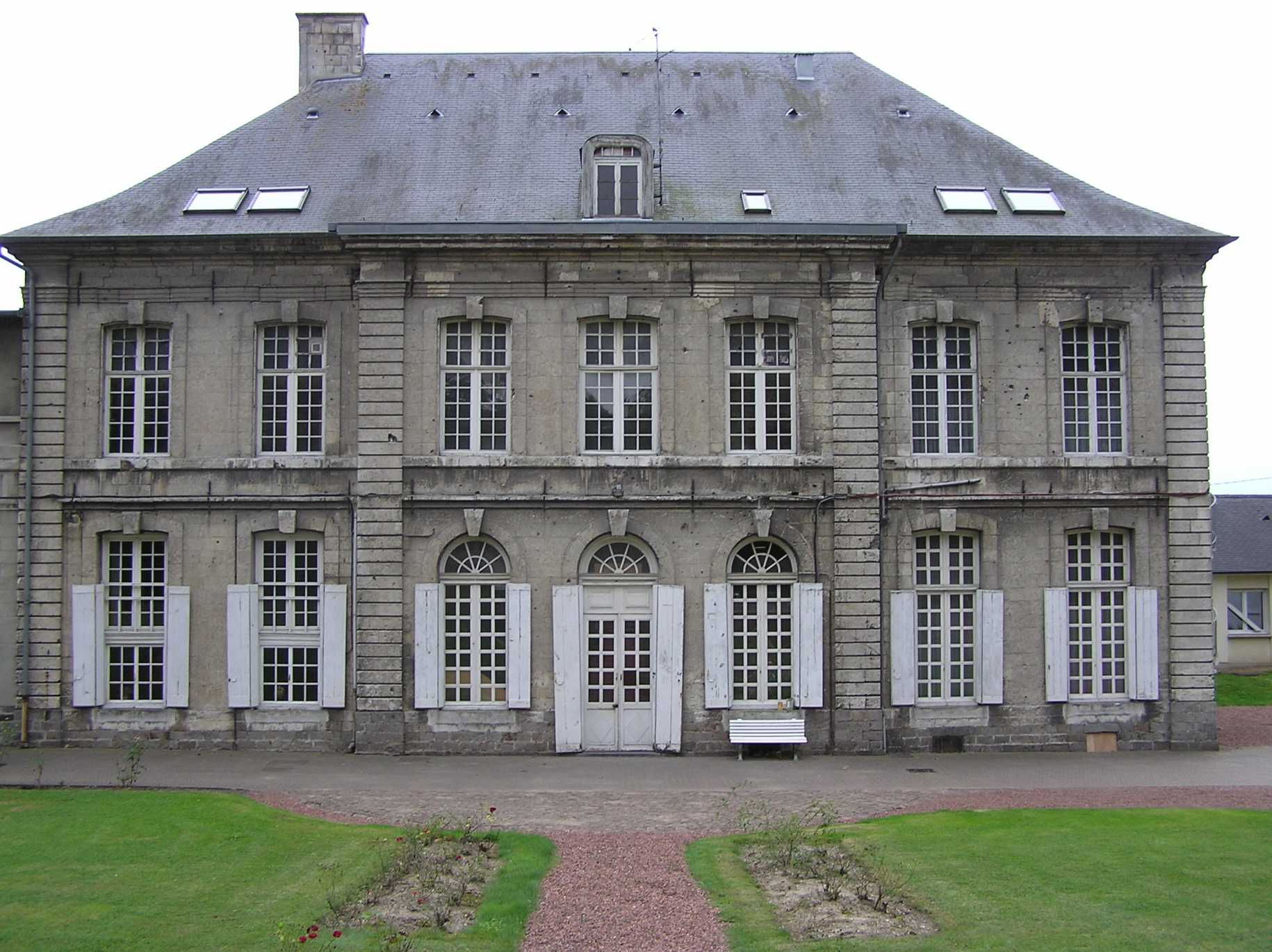
L'abbaye Saint-Amand-et-Sainte-Bertille.
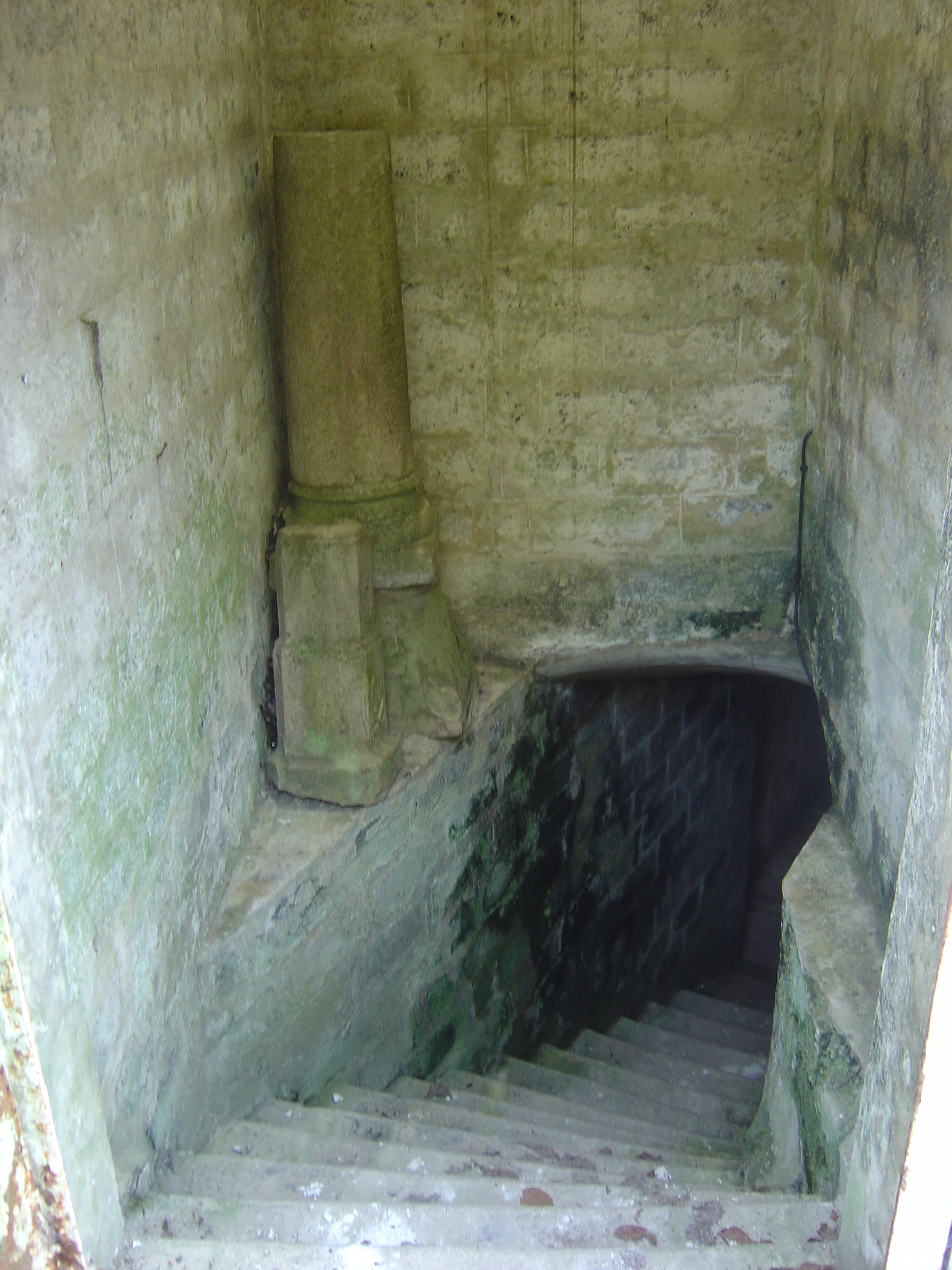
Le souterrain de l'ancienne abbaye.
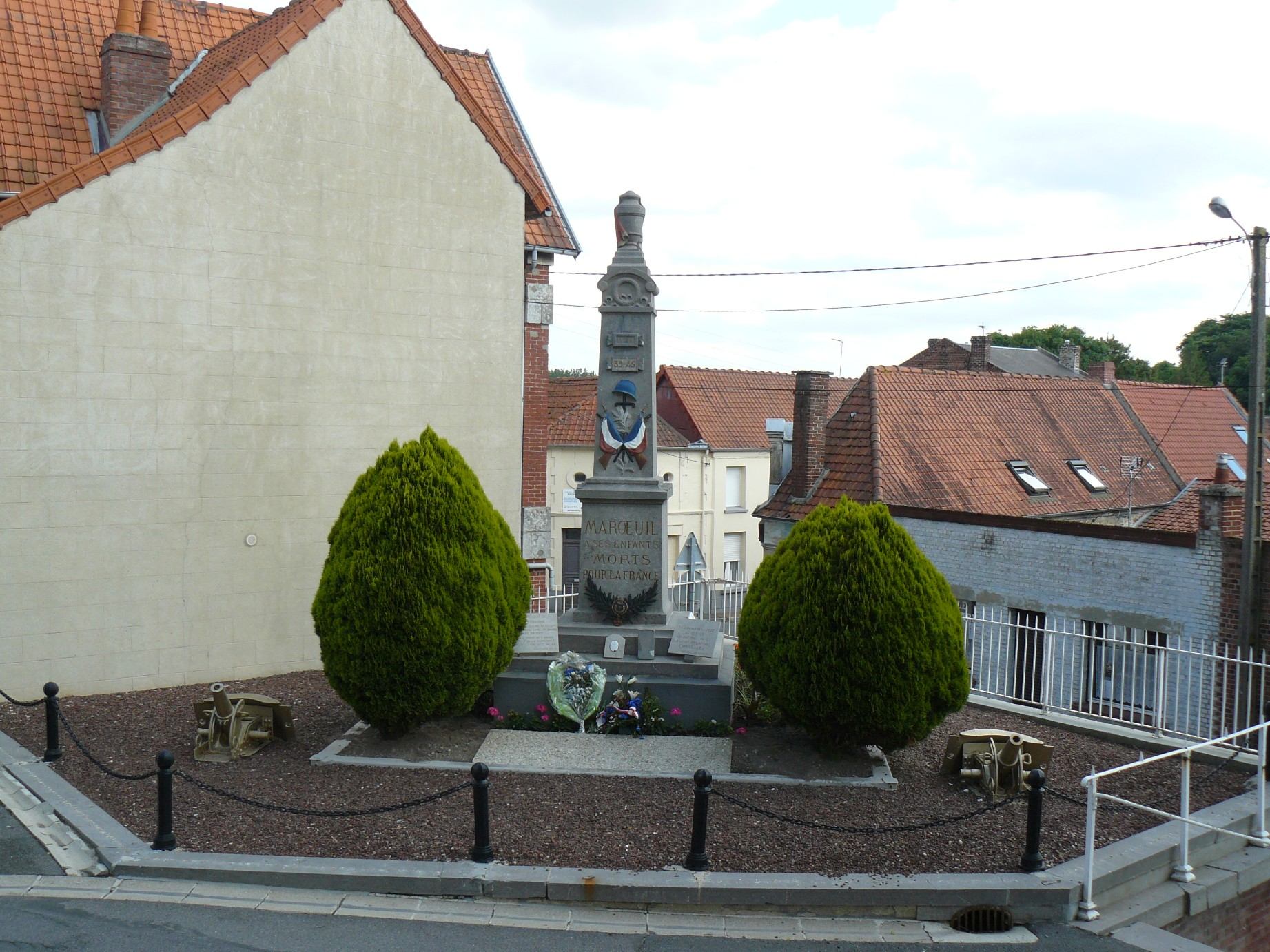
Le monument aux morts.

### Personnalités liées à la commune
- Bertile de Marœuil (?-697), sainte de l'Église catholique, morte à Marœil-lez-Arras.
- Roger Milliot, coureur cycliste, mort à Marœuil.

### Héraldique

Armoiries de la ville.

| Blason de Marœuil | Blason  | D'argent à trois fasces ondées d'azur, au chef du même chargé de trois fleurs de lis d'or. Ornements extérieursCroix de guerre 1914-1918 |
| Blason de Marœuil | Détails | Adopté par la municipalité le 5 mars 1990.                                                                                               |

## Pour approfondir

#### Bases de données, dictionnaires et encyclopédies
- Ressources relatives à la géographie :   - Insee (communes)
  - Ldh/EHESS/Cassini
- Ressource relative à plusieurs domaines :   - Annuaire du service public français
- Ressource relative à la musique :   - MusicBrainz
- Notices d'autorité :   - VIAF
  - GND